# بنك السودان المركزي
بنك السودان المركزي أو بنك السودان هو البنك المركزي لجمهورية السودان، ومقره العاصمة السودانية الخرطوم.

## الإنشاء
بعد الاستقلال عن المملكة المتحدة وفك الارتباط عن مصر الشريك التابع للمملكة المتحدة عام 1956 م بدء التفكير في إنشاء مصرف مركزي للسودان ليقوم بالاشراف على العمليات المصرفية في البلاد ولتحقيق ذلك وفي أواخر ديسمبر 1956 تم تشكيل لجنة من ثلاثة خبراء من مصرف الاحتياطي الفيدرالي الأمريكي لعمل دراسة مستفيضة في هذا الشأن والنظر في إمكانية إنشاء مصرف مركزي بالسودان ليقوم بتصريف الأعمال المصرفية في البلاد، بعد أن فرغت اللجنة من الدراسة ورفعت توصياتها تبع ذلك إصدار قانون مصرف السودان لسنة 1959 م وبدء العمل فيه في فبراير 1960 م كهيئة قائمة بذاتها لها شخصيتها الاعتبارية وصفة تعاقدية وخاتم عام يجوز لها التقاضي باسمها بصفتها مدعية أو مدعى عليها.

## تاريخ المصرف

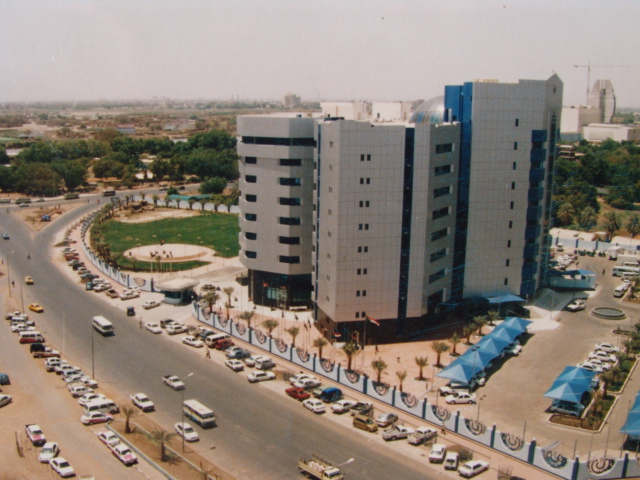
مبنى بنك السودان المركزي

ظل مصرف السودان منذ إنشاءه عام 1960 م وحتى عام 1984 م يستخدم أدوات السياسة النقدية المباشرة وغير المباشرة التي تمكنه من الرقابة على الائتمان، حيث كان يتحكم في الكتلة النقدية عن طريق معدلات أسعار الفائدة وتغيير نسب الاحتياطي النقدي وغيرها من الوسائل المصرفية وفي عام 1984 بدء في تطبيق النظام المصرفي الإسلامي ليقوم مصرف السودان بعد ذلك بدوره في تعميق إسلام الجهاز المصرفي، حيث تم إنشاء الهيئة العليا للرقابة الشرعية بالمصرف في عام 1992 وذلك لضمان تنقية العمليات المصرفية من شبهة الربا. كما أن المصرف استمر في أداء دوره كمصرف للحكومة المركزية وحكومة الولايات والهيئات والأجهزة الحكومية وشبه الحكومية وذلك بالمساهمة في رؤوس أموالها وحفظ إدارة حساباتها المحلية والأجنبية هذا فضلاً على انه يؤدى دوره كمقرض للحكومة ومقرض أخير للمصارف.

## النظام المصرفي
وبعد توقيع اتفاقية السلام الشامل بين الحكومة والحركة الشعبية لتحرير السودان منهيا 25 عاما من الحرب الأهلية في الجنوب السودانى تم إصدار قانون مصرف السودان المركزي (تعديل) لسنة 2006 حيث حدد طبيعة النظام المصرفي والمصرف وفروعه بحيث يتكون المصرف والنظام المصرفي السوداني من نظام مصرفي مزدوج احدهما إسلامي في شمال السودان والآخر تقليدي في جنوب السودان.

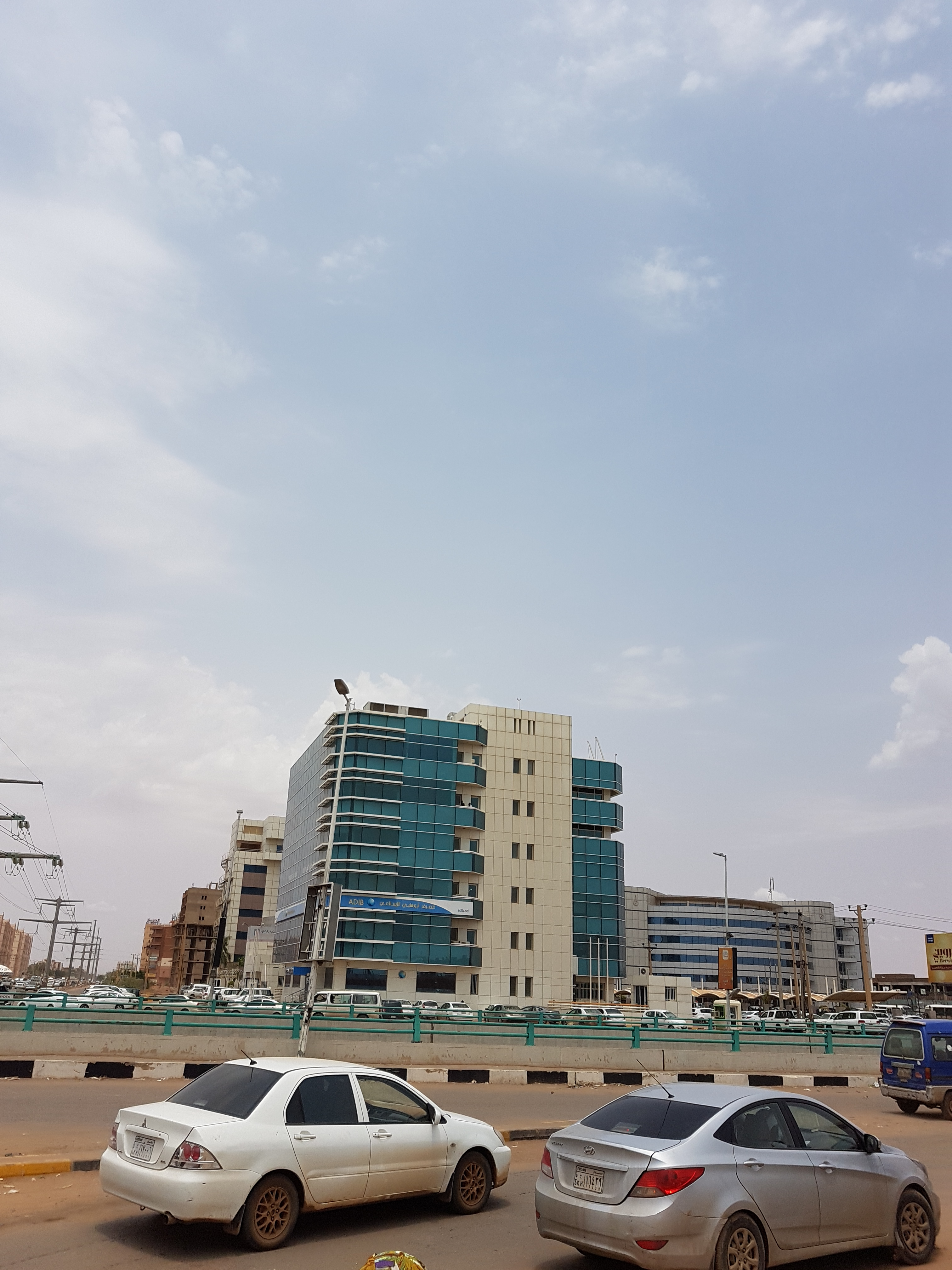

## الهيكل الإداري
نص قانون مصرف السودان المركزي تعديل سنة 2006 على ان إنشاء مجلس إدارة لمصرف السودان المركزي على الوجه الآتي:
- المحافظ بحكم منصبه رئيسا.
- نائبا المحافظ.
- ستة اشخاص من ذوي الكفاءة يعينهم رئيس الجمهورية.

ويخضع المجلس لإشراف رئاسة الجمهورية.
مجلس الإدارة الحالي:
- محمد الفاتح زين العابدين محافظ مصرف السودان المركزي رئيس المجلس
- محمد بشرى بدوي نائب المحافظ

## شركة الخدمات المصرفية الالكترونية
اسس مصرف السودان المركزي شركة الخدمات المصرفية الإلكترونية في العام 1999 كشركة مساهمة خاصة وباشرت الشركة نشاطها في العام 2000 بتركيبة المساهمين التي تتكون من مصرف السودان المركزى المالك الرئيسى حيث يملك حوالى 49% من الأسهم ومجموعة المصارف 21% وشركة سوداتل 30%

## وصلات خارجية
- مصرف السودان